# 咖啡師
咖啡師或咖啡調理師，指的是在咖啡館或類似場所沖煮、調製咖啡的專業人士。

## 詞源
約從1990年開始，英文採用這個字來稱呼製作濃縮咖啡（Espresso）相關飲品的專家。義大利文，對應英文的 （酒保）；複數陽性 ，複數陰性 。
Barista 更早以前的稱呼比較直接——濃縮咖啡拉把員（espresso puller）。咖啡師名詞的轉變，或多或少是因為1980年以後生產的義式咖啡機大多不再使用有拉把。
有些人認為 Barista 技巧的孰劣可由一杯濃縮咖啡中的咖啡脂（crema）來評斷。
目前而言 Barista 可以從站在吧檯裡的生手，概括到累積多年經驗的咖啡侍者（coffee sommelier）。
連鎖咖啡館星巴克採用稱呼員工（台灣星巴克內部稱為「夥伴」），另一家連鎖業者西雅圖極品咖啡的英文名，使得這個字廣為流傳。

## 在華人社會的發展

### 香港
自從藝人陳豪在電視節目品味咖啡後，掀起一股咖啡熱潮。有供應商指出，咖啡含有多種芳香物質，如果應徵者天生對味道敏感，會較適合入行。咖啡師的月薪於2017年約1萬元港幣，而具備基本咖啡知識的咖啡師，起薪約港幣1萬3千至1萬4千元。
一入行基本上可稱為「咖啡師」。若成功通過國際考試，便是國際認證的「調配師」，進一步是「咖啡評鑑師」。
在業界，亦有聾人進身這行業。職工盟與聾人機構「龍耳」合作，舉辦咖啡調製員課程，令聾人有機會實踐理想。調製咖啡不止靠敏銳的嗅覺和味蕾，還要靠聽力，如要憑咖啡豆爆開的聲音分辨烘焙是否完成，而聾人則將豆由機器中拉出來，以顏色作分辨；打奶泡亦要依靠聲音，聾人則靠器皿的震動及觀察奶泡以辨別是否完成。